# Tibor Rosenbaum
Tibor Rosenbaum (celým jménem Pinchas Tibor Rosenbaum; 2. listopadu 1923 Kisvárda – 1980 Ženeva) byl maďarský Žid, syn rabína.
Ve druhoválečné Budapešti hrál roli přesvědčeného nacisty, aby tak kryl současně svou záchrannou misi pro mnoho dalších maďarských Židů. Oblékal se jako důstojník Šípových křížů právě z konspiračních důvodů. Jeho rodina však byla téměř celá odvezena roku 1944 do koncentračního tábora Osvětim. Roku 1943 byl nasazen jako člen pracovní brigády (na nucené práce). Poté se zapojil do židovského odboje. Po válce se oženil se Stephanie Stern; přestěhoval se do Švýcarska a pracoval jako bankéř Banque De Credit International Genève, kterou založil, a byl také obchodníkem, měl ale pochybnou pověst. Zemřel v Ženevě v roce 1980 na infarkt. Pohřben je na jeruzalémském hřbitově Har ha-Menuchot.